# Cornel Chiriac
Cornel Chiriac (* 9. Mai 1942 in Uspenca (Ukraine); † in der Nacht vom 4. auf 5. März 1975 in München) war ein rumänischer Radiodiscjockey. Von seinen Fans wurde er auch als der einflussreichste, bekannteste und gleichzeitig einsamste Radiodiscjockey der Welt bezeichnet.

## Leben
Nachdem Cornel Chiriac sich bereits ab dem Alter von 12 Jahren über den im damaligen Rumänien verbotenen, auf Kurzwelle jedoch zu empfangenden Radiosender Voice of America (VOA) für Jazz begeistert hatte, moderierte er 1963 nach dem Fall des Jazzverbots im Lande zunächst die ersten Jazzsendungen im rumänischen Nachkriegsradio. Daneben arbeitete er an einem Buch über Louis Armstrong und hielt unter anderem mit einem Plattenspieler Vorlesungen vor überfüllten Studentenclubs. 1967 war er in Warschau einer der Gründer der European Jazz Federation.
Nach dem Beginn der stalinistischen rumänischen Diktatur Nicolae Ceaușescus im Jahr 1965 hatte Chiriac ab dem 10. Juli 1967 im kommunistischen Staatsrundfunk eine eigene, zunächst wöchentliche Pop-, Rock- und Blues-Sendung namens Metronom. Bereits mit Mitte 20 war er ein überaus bekannter und beliebter Radiomoderator. Neben den Anfängen einheimischer Rockmusik (z. B. von der Band Phoenix) spielte er vor allem englischsprachige Musik – Bob Dylan, Rolling Stones usw. Die Schallplatten musste er sich oftmals illegal aus der amerikanischen Botschaft in Bukarest besorgen. Im Sommer 1968 kam Metronom wegen des großen Erfolges täglich live aus einem Ferien-Hotel in Mamaia am Schwarzen Meer. Die aktuelle Sendung wird jedoch im Frühjahr 1969 sofort unterbrochen, während Chiriac den Einmarsch sowjetischer Truppen in Prag vom 21. August 1968 mit einem im Sender vertauschten, unzensierten Tonband provokativ kommentiert – auf diesem war der Beatles-Song Back in the USSR zu hören. Danach existierte die Sendung im Radio Romania nicht mehr. Jeder Song war der Zensur vorzulegen, bevor er gesendet wird. Chiriac hat dagegen verstoßen. Er war zwar seine Sendung Metronom los, aber immer noch Jazzredakteur. Dies nutzte er, um eine Ausreisegenehmigung zu erhalten.
In der Folge emigrierte Chiriac mittels einer manipulierten Ausreisegenehmigung über die Teilnahme an einem Jazzkongress in Bratislava in der damaligen CSSR über Kittsee nach Österreich. Der damals im amerikanischen Sender Radio Free Europe in München für die rumänischsprachige Abteilung zuständige Redaktionschef Max Banush half dem Asylanten bei der illegalen Einreise in die Bundesrepublik, sodass Chiriac ab dem 2. Juni 1969 seine Sendung sechs Mal wöchentlich vom bayerischen Standort des Senders fortsetzen konnte. Das war auch für diese Radioanstalt zur damaligen Zeit eine kleine Revolution, weil der größte Teil der Redakteure Diplomaten alten Schlages waren, die zur modernen, bei Jugendlichen und jungen Erwachsenen beliebten Musik keinen Bezug hatten. Neben Metronom war er dort auch für zwei Jazzsendungen, Jazz Magazin und Jazz à la carte verantwortlich. Er sendete zeitgenössische Musik, Jazzmusik und informierte über das Weltgeschehen. Seine Haltung war kritisch gegenüber dem Kommunismus, aber auch kritisch gegenüber dem Kapitalismus. Im Laufe seiner Sendungen musste Chiriac unter anderem den Tod seines Idols Jimi Hendrix ebenso wie den von Janis Joplin und Jim Morrison von den Doors verkünden.
Cornel Chiriac zu hören, war in Rumänien verboten und bedeutete entsprechend Gefängnishaft und Folter durch den rumänischen Inlandsgeheimdienst und Staatssicherheitspolizei Securitate. Zugleich stieß seine Sendung in Rumänien erneut auf viel Resonanz, wie zum Beispiel rund 800 Zuschriften seiner Hörer zeigte, die mit dem Verschicken von Briefen aus Rumänien enorme Gefahren auf sich nahmen. Viele verlas er in seiner Sendung und konnte so seine Hörer über Vorkommnisse in den verschiedenen Landesteilen Rumäniens informieren, welche in der staatlich verordneten offiziellen Berichterstattung nicht vorkamen. Auch die Briefschreiber wurden immer wieder verhaftet und gefoltert. Eine Verurteilung bedeutete zum Beispiel sechs Jahre Haft „wegen antikommunistischer Propaganda“.
Trotz seiner Beziehung zu der ebenfalls emigrierten Rumäniendeutschen Linda Schuster, die seine Assistentin im Studio des Radio Free Europe geworden war, lebte der Radio-Discjockey, der zu seiner Zeit in Rumänien einer der bekanntesten Persönlichkeiten war, recht einsam: In Rumänien war er eine der bekanntesten Personen überhaupt, nur lebte er eben nicht dort, und in Deutschland war er für viele einer der „Scheiß Ausländer“. Für einen „Langhaarigen“ war er politisch Linksstehenden nicht entschieden links genug, zumal diese das Radio Free Europe nur als eine vom CIA bezahlte antikommunistische Provokation betrachteten. Zu seiner Isolierung trug bei, dass er in den ersten Jahren kaum Deutsch zu sprechen in der Lage war.
Nur kurze Zeit nach seiner Heirat und dem gemeinsamen Umzug mit seiner Frau in ein Haus in Moosinning am Rande Münchens wurde Cornel Chiriac am 4. März 1975 im Alter von 33 Jahren vom siebzehnjährigen Deutschen Mario Gropp mit einem Dutzend Messerstichen umgebracht, nachdem jener ihn aus einer Schwabinger Kneipe mitgenommen hatte. Der letzte am Tag seiner Ermordung von Chiriac gespielte Titel war Joker´s Grave (dt. etwa Witzboldes Grab) von den Groundhogs.
Immer wieder hatte Chiriac in München andere bedürftige rumänische Exilanten unterstützt. Die offizielle Erklärung des geständigen Täters lautete auf Raubmord. Gerüchten zufolge soll jedoch Elena Ceaușescu, die Gattin des Conductators, eine Million Dollar auf die Ausschaltung Chiriacs ausgesetzt gehabt haben. Chiriacs Asche wurde am Friedhof Reinvieria in Bukarest beigesetzt. Sein Grab ziert ein weißer Stein mit eingemeißelten Kopfhörern und der Inschrift: „Generation Make Love not War“ und ein Foto von ihm mit Vollbart und Ringelpulli vor dem Mikrofon. Die Securitate musste jeden Tag aufs Neue Grabgaben seiner Fans entfernen.
Das Engagement und die Verdienste Chiriacs finden bis heute weder in Deutschland noch in Rumänien die entsprechende öffentliche Würdigung – es existiert keine Gedenkstätte, bislang wurden beispielsweise kaum eine Straße, kein Platz nach ihm benannt, abgesehen von einer Straße in Pitești.